# Amorphoscelis angolica
Amorphoscelis angolica es una especie de mantis de la familia Amorphoscelidae.

## Distribución geográfica
Se encuentra en Angola.